# 李雲鴻
李雲鴻（17世紀—17世紀），字翔南，河南開封府通許縣人，明朝政治人物。

## 生平
李雲鴻是天啟七年（1627年）舉人，崇禎四年（1631年）成進士，獲授介休知縣，六年調任陽曲，九年任山西乡试同考官，十年行取入京，十一年授刑部雲南司主事，本年陞任山東道監察御史，巡视北城九门，又巡按廣東。他個性剛直，不會迴避權貴，發現不便人民的政策會力求去除，撫恤海南時以漢俗教化黎族人，因戰亂隱居南京。
後來他李雲鴻擔任浙江按察司杭嚴道僉事，在荒年賑濟民眾，全活多人，此後再次辭官歸鄉。

## 引用
1. ↑  《崇祯四年辛未科三百五十名进士履历》：李云鸿，翔南，诗一房，庚子十一月十九日生。通许人，丁卯二十名，會一百九名，三甲六十八名。兵部政，授介休知县，癸酉调阳曲县，丙子本省同考，丁丑行取，戊寅考选刑部山西司主事，戊寅欽选山东道御史，巡视北城九门，广东巡按，庚辰升浙江佥事。曾祖紀。祖永寧，生员。父大中，赠文林郎。
2. 1 2  乾隆《通許縣志·卷六·人物志》：時河南遺臣：……通許則李雲鴻，字翔南，崇禎四年進士。歷介休、陽曲知縣。遷山東道御史巡按廣東，撫黎歸化，訓以漢俗。亂隱南京。陞杭嚴參政歸。
3. ↑  乾隆《通許縣志·卷七·選舉志》：李雲鴻，天啟丁卯科（舉人） 又見進士
4. ↑  四庫全書《浙江通志·卷一百十八·職官八》：提刑按察司僉事……李雲鴻 通許人……已上崇禎間任
5. ↑  乾隆《通許縣志·卷六·人物志》：李雲鴻，字翔南，崇正辛未進士，任山西介休知縣，調陽曲，擢山東道御史，巡按廣東。性侃直，不避權要，凡不便於民者力除之；撫恤海南，黎人傾心歸化，以漢俗俾知禮教。轉浙江杭嚴道，歲大饑，多方賑濟，全活甚眾。